# Klaus Behrens
Klaus Behrens (født 3. august 1941 i Ratzeburg, Tyskland, død 19. september 2022) var en tysk roer.
Behrens var med i Tysklands otter, der vandt sølv ved OL 1964 i Tokyo. Den tyske båd sikrede sig sølvet efter en finale, hvor USA vandt suverænt guld, mens Tjekkoslovakiet fik bronze. Tyskernes båd bestod desuden af Klaus Bittner, Karl-Heinrich von Groddeck, Hans-Jürgen Wallbrecht, Klaus Aeffke, Jürgen Schröder, Jürgen Plagemann, Horst Meyer og styrmand Thomas Ahrens. Han var også med til at vinde guld ved VM 1962 i Luzern, samt ved EM i både 1963, 1964 og 1965.

## OL-medaljer
- 1964:  Sølv i otter